# Ortolana d'Assise
La bienheureuse Ortolana d'Assise (Ortolana Fiumi), née dans le dernier quart du XIIe siècle et morte dans la première moitié du XIIIe siècle, est la mère de sainte Claire d'Assise, disciple de saint François d'Assise et fondatrice de l'ordre des Pauvres Dames de Saint-Damien. Elle appartient donc à l'histoire des premiers temps franciscains.

## Biographie
Les notices biographiques concernant Ortolana, mère de Claire d'Assise, reprennent certaines données de la Legenda sanctae Clarae virginis, écrite par Thomas de Celano en 1256. L'hagiographie médiévale ne cherche pas d'abord à reconstituer des faits objectifs, mais à justifier le culte d'un saint en narrant ses miracles et en reconstruisant des épisodes de sa vie, de manière à livrer un enseignement spirituel à travers un réseau de symboles.
Conformément à ce genre de la legenda, Thomas de Celano a composé son ouvrage sur Claire, à la demande du pape Alexandre IV, un an après la canonisation de celle-ci, sur base de témoignages recueillis à cette occasion. Vu la proximité entre l'événement et la narration, il s'agit bel et bien d'une trace du passé, mais celle-ci obéit à des codes médiévaux et doit être interprétée dans le cadre de la spiritualité de l'ordre franciscain auquel appartenait l'auteur. Il apparaît alors que celui-ci a voulu mettre en lumière trois aspects de la figure d'Ortolana, la caractérisant comme une noble chrétienne, un témoin de la vocation de Claire, une  éducatrice dans la foi.

### Une noble chrétienne
Thomas de Celano consacre le premier chapitre de son œuvre à la personnalité d'Ortolana ; par la suite, il y fera allusion à deux reprises, à propos de l'enfance et de l'adolescence de Claire (chapitres II et III), alors qu'il n'accorde qu'une seule mention à Favarone, le père de la sainte. Il commence donc son récit en affirmant qu'Ortolana descend d'une lignée aristocratique de chevaliers, et qu'elle a épousé Favarone Offreducio, descendant d'une vieille famille aristocratique d'Assise. Des études ultérieures ont montré qu'Ortolana appartenait à la famille des Fiumi, et que les Offreduci avaient leur fief à Coronaro, près de Biagio, à quelques kilomètres d'Assise.

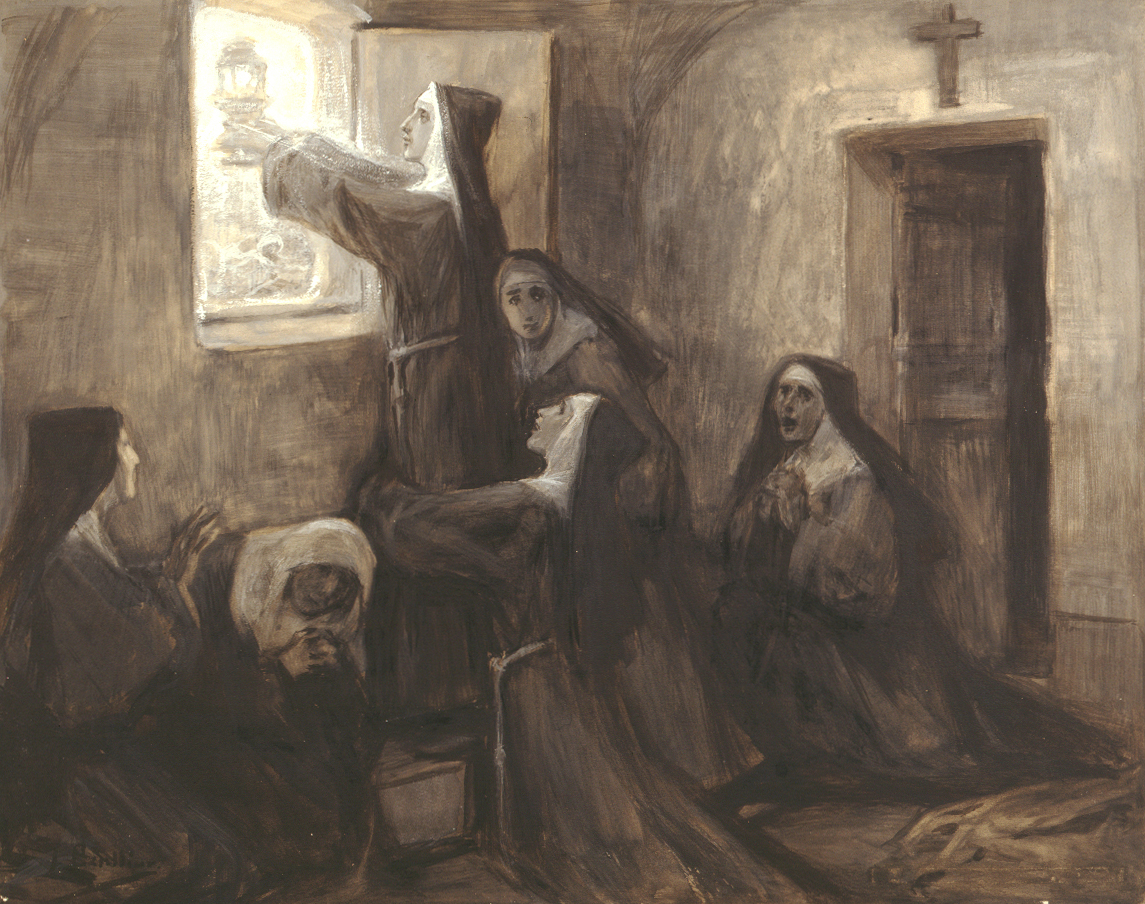
Sainte Claire repousse les Sarrasins en exposant le Saint-Sacrement, José Benlliure y Gil.

Ensuite, l'auteur s'attache à l'éloge d'Ortolana : fidèle épouse, bonne mère de famille, chrétienne pratiquante et charitable envers les pauvres. Outre cet emploi du temps assez chargé, elle accomplit plusieurs pèlerinages : en Terre sainte d'abord; puis au sanctuaire de Saint Michel Archange (mont Gargano) et aux églises de Rome. C'était là une tradition assez courante aux XIIe et XIIIe siècles, dans le sillage des croisades : Ortolane a dû partir avec quelques connaissances et affronter les périls de routes peu sûres.
À la génération de Claire, cette tradition s'essouffle, remplacée par la dévotion à des sanctuaires plus proches ou encore au Saint-Sacrement, avec lequel la sainte fera fuir les Sarrasins, alliés de l'empereur Frédéric II. Chrétienne de son temps, Ortolana annonce, par ses nobles vertus, la sainteté de sa fille, étant donné que, pour l'auteur, en vertu d'une certaine hérédité, les « dons divins abondaient dans les racines de cet arbre afin qu'en ses rameaux se propageassent les fruits de sainteté ».

### Un témoin de la vocation

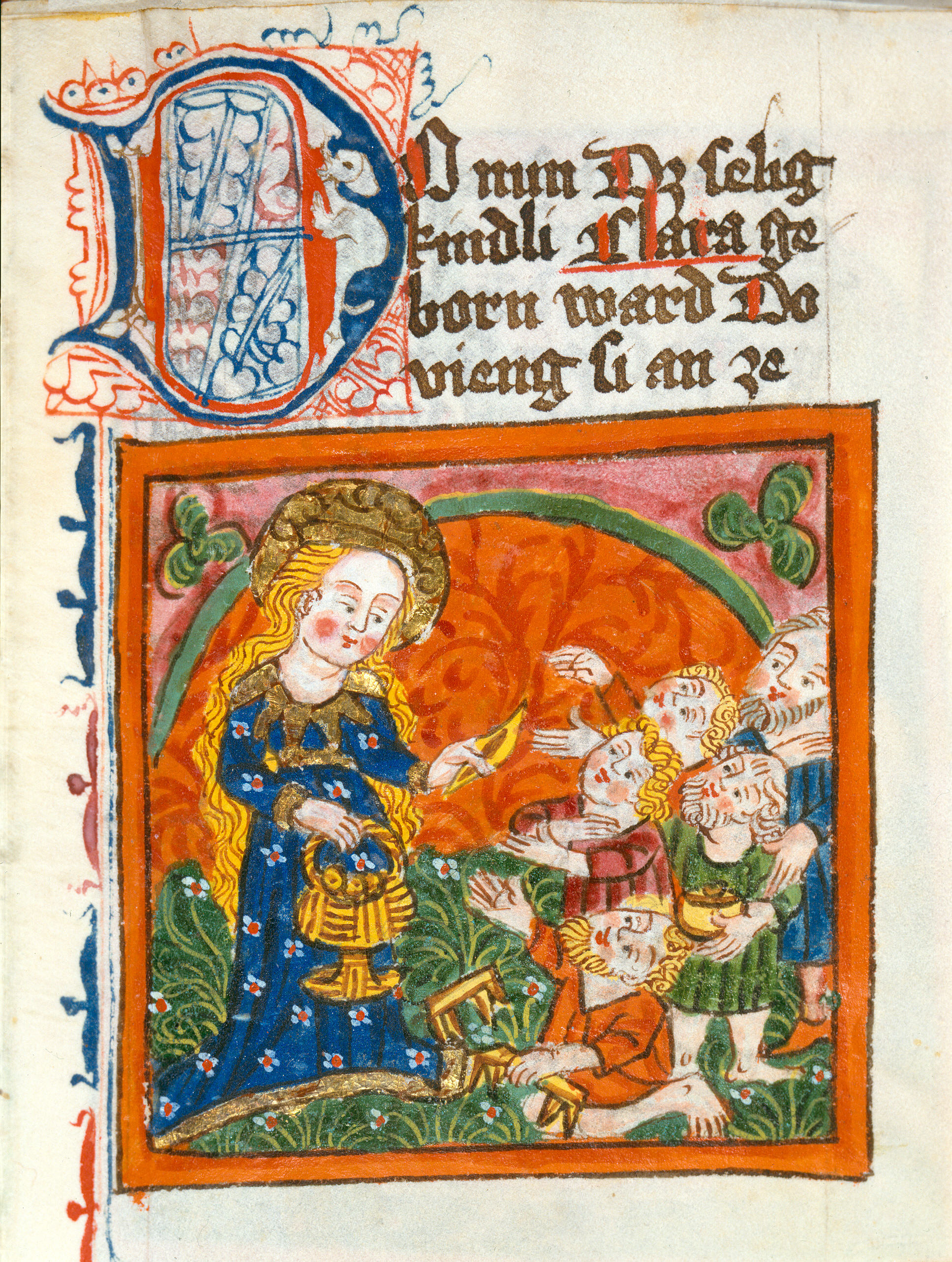
Sainte Claire distribuant des aumônes, Codex Tennenbach 4, fol. 17r, fin XV.

Toujours dans le premier chapitre, suivant un procédé biblique (que l'on trouve dans le Livre de Samuel ou l'Évangile de Luc), Celano rapporte un épisode antérieur à la naissance de Claire, qui annonce le caractère exceptionnel de l'héroïne et fait du nom de celle-ci un véritable programme vocationnel : selon un modèle traditionnel et porté par la Curie, il s'agit de montrer que la sainteté est une force divine qui se manifeste dès la naissance, spécialement dans une famille aristocratique.
Ainsi, au retour de ses pèlerinages, Ortolana tombe enceinte ; n'étant pas sans appréhender les dangers de l'accouchement, elle prie et pleure devant un crucifix, quand elle entend une voix lui dire : « Ne crains rien, car tu enfanteras sain et sauve une lumière qui brillera et resplendira dans tout le monde ». Aussi insiste-t-elle, au baptême, pour que l'enfant soit appelée Claire, « dans l'espérance de voir briller, à l'heure choisie par le bon plaisir divin, cette lumière qui devait éclairer la sainte Église ». Ce jeu symbolique sur le nom et la vocation, déjà présent dans les actes de la canonisation, annonce l'idéal de Claire et de François d'Assise pour leur ordre des Pauvres Dames, « dont la renommée et la sainte vie feront glorifier le Père céleste dans toute son Église ».
Le procédé symbolique s'applique également à Ortolana : ce nom signifie "jardinière" en italien, et l'auteur en profite pour filer la métaphore végétale. En effet, la jardinière « devait orner le jardin du Seigneur d'une plante très belle et très fertile ». D'ailleurs, « les fruits de ses bonnes œuvres abondaient ». Or, selon l'Évangile, « l'arbre se reconnaît à son fruit » (Mt 7,17-18). C'est pourquoi « le fruit d'un tel arbre fut rempli d'une si douce saveur ». Poésie, mais pas seulement, puisque sainte Claire se définira comme la « petite plante de saint François », ou encore la « plantation » que celui-ci « a mis tant de soin, par ses paroles et par ses œuvres » à « cultiver et faire croître ». D'ailleurs, selon d'autres traditions, la sainte, en recevant sa mère comme religieuse à Saint-Damien, lui aurait confié l'entretien du potager, poste crucial dans un monastère où l'on ne vivait que de dons.

### Une éducatrice dans la foi
De l'arbre au fruit passe la sève de la foi. Non contente de montrer l'exemple de la piété et des bonnes œuvres, Ortolana, qui a décidé d'instruire elle-même sa fille, lui enseigne la crainte de Dieu et la pratique des vertus, avec l'assistance de l'Esprit-Saint, si bien que la petite manifeste, dès l'âge le plus tendre, un vif attrait pour l'aumône et la contemplation. Le deuxième chapitre passe, toutefois, sous silence les conditions difficiles dans lesquelles s'effectue cette éducation : à la suite d'une révolte populaire, les nobles d'Assise ont été contraints de quitter la cité pour se réfugier sur leurs terres, puis dans la ville de Pérouse, ce qui a déclenché une guerre entre Assiasites et Pérugins; c'est pourquoi la famille Offreduccio ne rentrera au palazzo d'Assise qu'en 1204.
Parallèlement, François Bernardone, après avoir été fait prisonnier durant le conflit, a accompli une retentissante conversion, au point qu'en 1210, l'évêque lui confie la prédication du Carême. Curieuse d'entendre ce singulier jeune homme, Ortolana, Claire et Catherine, sa sœur, se rendent au sermon : moment fatidique, puisque Claire y tombe sous le charme de la religieuse éloquence du saint. C'est également, au chapitre III, la dernière apparition d'Ortolana dans le récit de Celano. François aurait-il pris le relais maternel ? En tout cas, Claire quittera, deux ans plus tard, sa famille, bientôt suivie par Catherine (devenue Agnès d'Assise), pour devenir à son tour l'abbesse des moniales de son ordre.
On ne sait rien de la réaction d'Ortolane à la fuite de ses deux filles, mais une tradition solidement implantée affirme qu'Ortolana, après avoir rédigé son testament et une lettre d'adieu à sa famille, serait entrée dans l'ordre des Pauvres Dames, où sa troisième fille Béatrice, l'aurait rejointe vers 1229. En tout cas, leurs noms apparaissent sur une inscription médiévale du monastère de Saint-Damien, première implantation des clarisses à Assise. De plus, les témoignages déposés à la canonisation de Claire font état de la présence d'Ortolane à Saint-Damien, à propos d'une miracle réalisé en collaboration par la mère et la fille. Cette entrée au couvent constitue l'ultime acte de liberté d'une femme qui aura su s'inventer une liberté dans le veuvage, comme dans les pèlerinages et le langage de la vision.

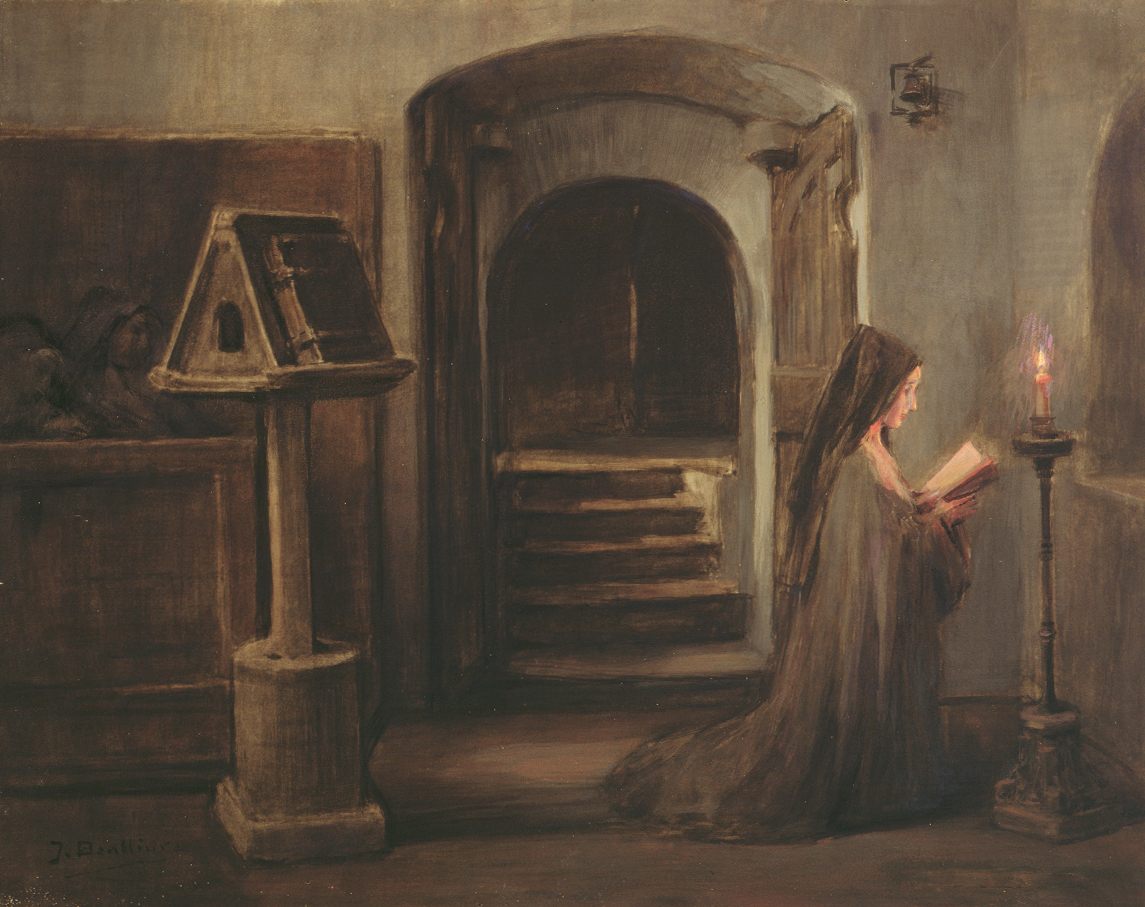
Sainte Claire priant au monastère Saint-Damien, José Benlliure y Gil.
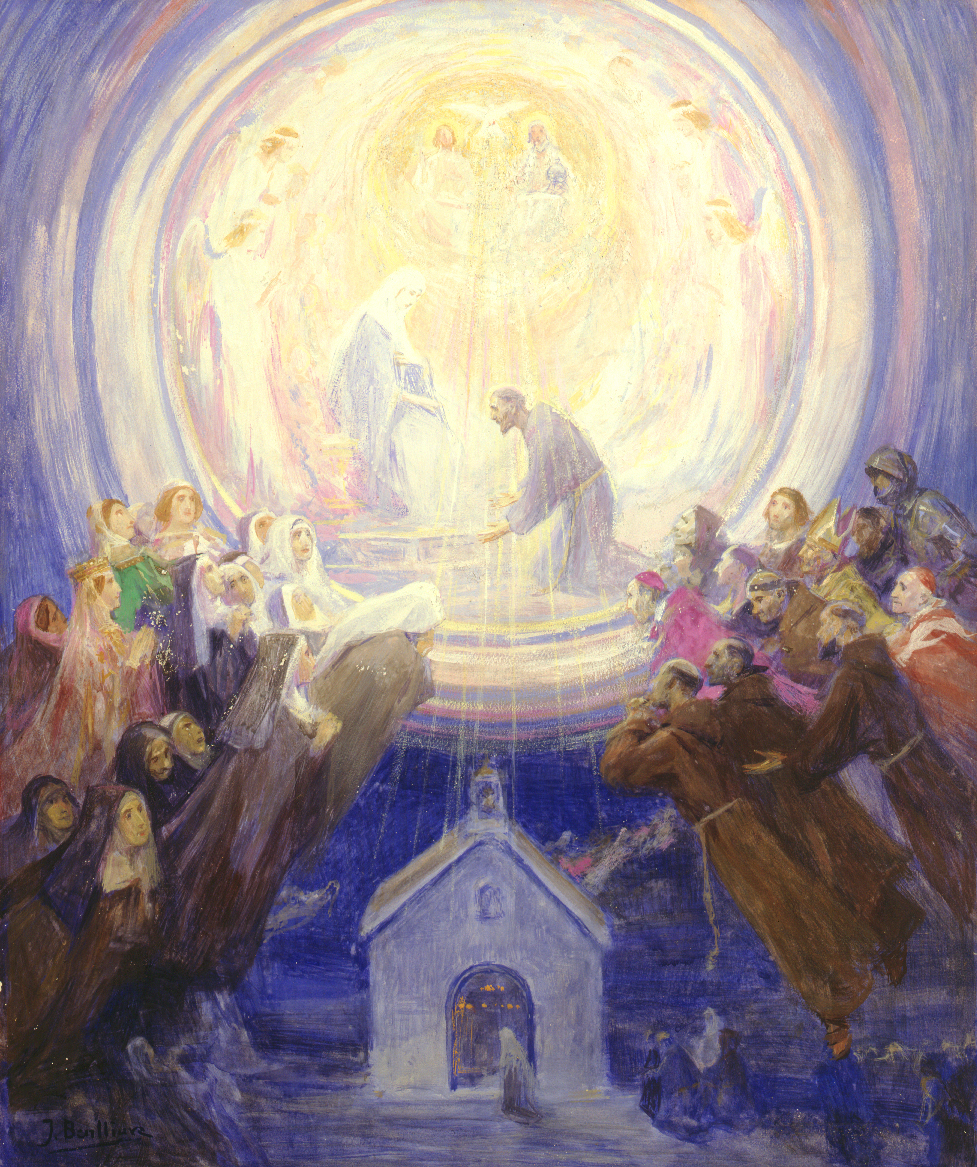
L'Apothéose du glorieux Saint François d'Assise, José Benlliure y Gil.